# 帝國巡遊
帝國巡遊（英語： The Empire Cruise）是1923~1924年胡德號戰鬥巡洋艦和反擊號戰鬥巡洋艦組成的特勤分艦隊進行的環球航行代號。特勤分艦隊於1923年11月27日離開德文港海軍基地，前往塞拉利昂。而從太平洋返回的時候，戰鬥巡洋艦穿過巴拿馬運河，輕巡洋艦則繞過合恩角。在環球航行當中特勤分艦隊一律停靠在協約國的港口。

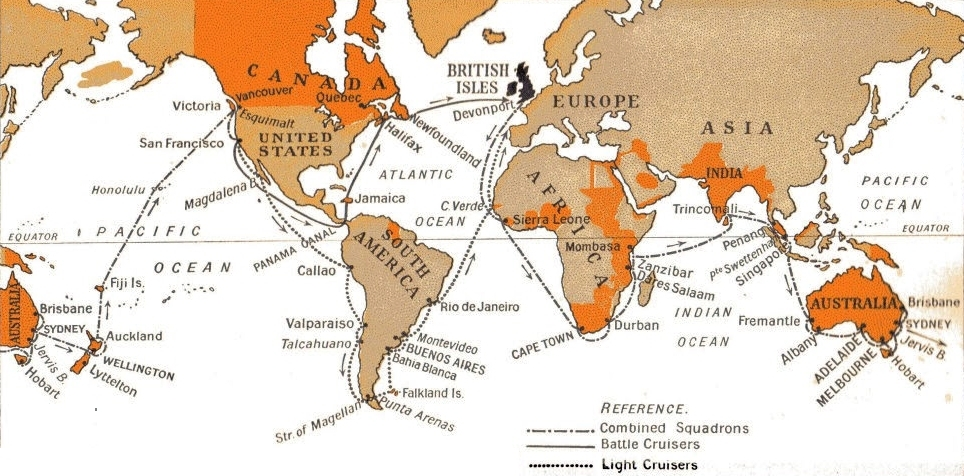
帝國巡遊路線

## 特勤分艦隊

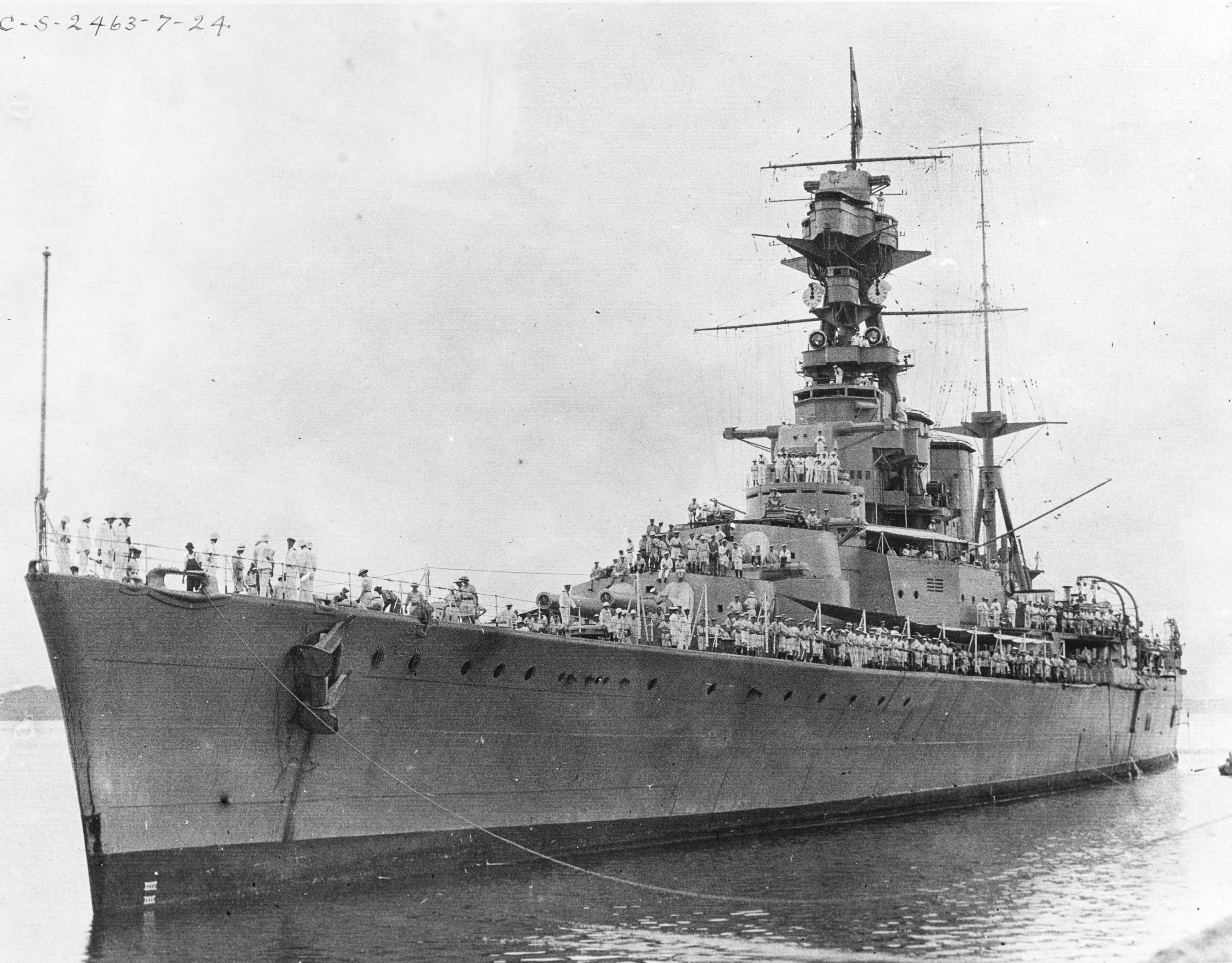
1924年7月在巴拿馬運河區的胡德號戰鬥巡洋艦

戰鬥巡洋艦（在弗雷德里克菲爾德海軍少將的帶領下）
- 胡德號戰鬥巡洋艦
- 反擊號戰鬥巡洋艦

輕巡洋艦（在休伯特·布蘭德爵士海軍少將的帶領下）
- 達娜厄號輕巡洋艦（HMS Danae ）
- 勇敢號輕巡洋艦 （HMS Dauntless）
- 德里號輕巡洋艦 （HMS Delhi）
- 龍號輕巡洋艦（HMS Dragon）
- 但尼丁號輕巡洋艦（HMS Dunedin）
- 阿德萊德號輕巡洋艦（HMAS Adelaide）於澳大利亞悉尼加入。

## 停靠港

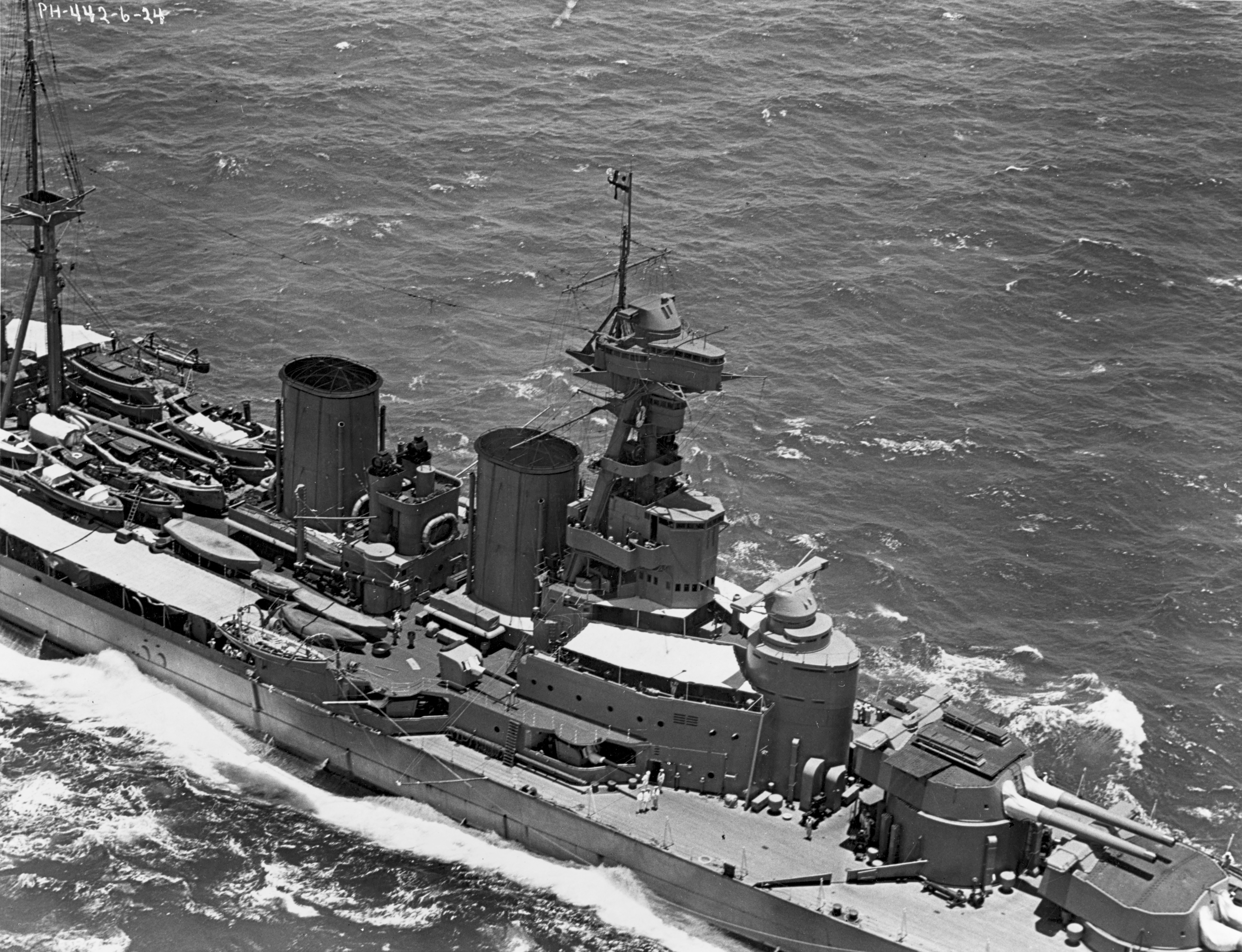
1924年6月12日，胡德號在夏威夷檀香山附近，攝於飛機上

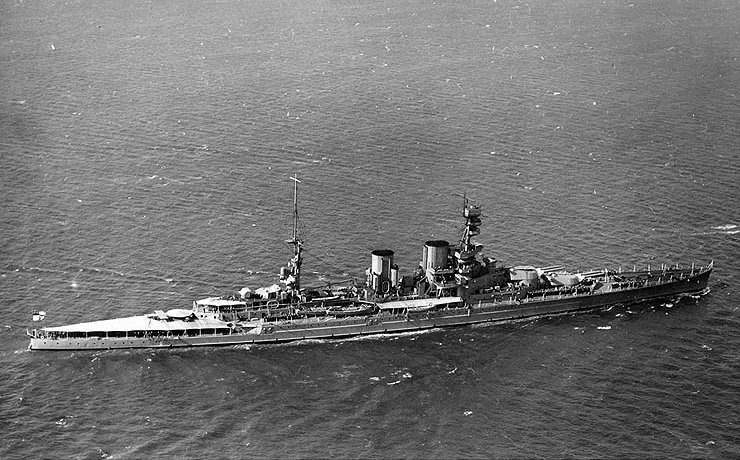
反擊號戰鬥巡洋艦在航行中拍攝

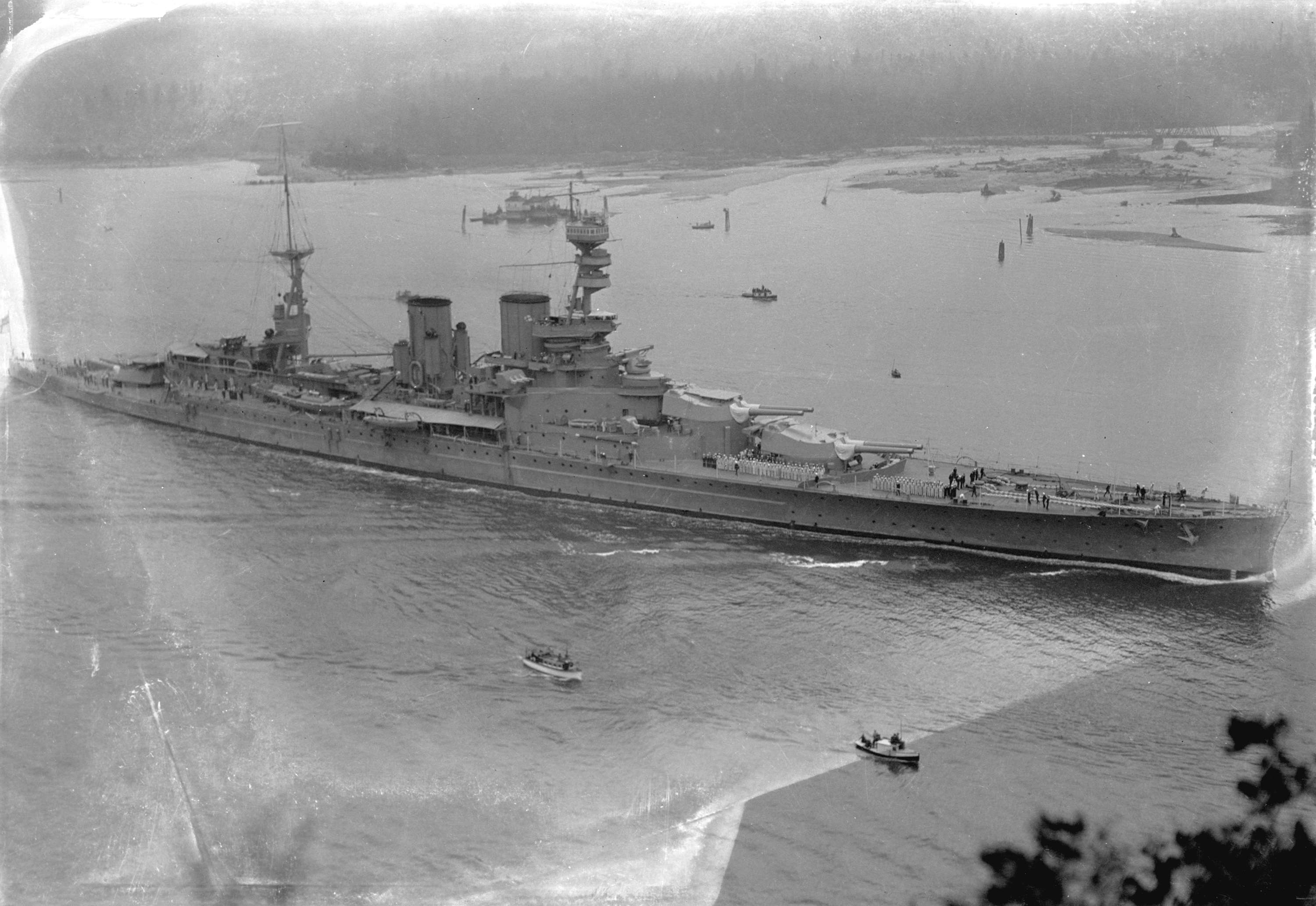
1924年反擊號戰鬥巡洋艦駛入溫哥華港

### 非洲和印度洋
特勤分艦隊於1923年11月27日從德文港海軍基地啟航，前往塞拉利昂弗里敦。在結束2805 英里的航行之後，分艦隊隨後駛往南非，並於12月22日抵達開普敦，航行距離又增加了 3,252 英里。一些水手和海軍陸戰隊員在開普敦大張旗鼓地進行了一場儀式性的遊行。
分艦隊在南非曾經到莫塞爾灣、東倫敦和德班進行短暫訪問，分艦隊於1924年1月6日離開南非前往桑給巴爾。1月17日，分艦隊抵達桑給巴爾港口後，受到蘇丹哈利法·本·哈魯布 (Sultan Khalifa Bin Harub) 的歡迎。分艦隊的航行距離為 11,734 英里。
特勤分艦隊於非洲和印度洋的訪問地區
- 佛得角
- 塞拉利昂
- 開普敦
- 德班
- 桑給巴爾
- 蒙巴薩
- 達累斯薩拉姆(只有達娜厄號到訪)
- 亭可馬里

### 遠東地區
特勤分艦隊於2月4日抵達馬來西亞的斯威特納姆港，分艦隊在那裡鳴響了17響禮炮。當時有一名海員死於瘧疾，並在當地安排了葬禮。2月10日分艦隊抵達新加坡海軍基地。同年，新加坡被英國政府批准成為英國在遠東的主要基地，並投入巨資進行建設。

特勤分艦隊於遠東地區的訪問地區
- 巴生港
- 新加坡海軍基地

### 大洋洲
- 利特爾頓
- 布里斯班，惠靈頓
- 悉尼（阿德萊德號加入）
- 傑維斯灣荷巴特
- 墨爾本
- 阿得雷德
- 奧班尼
- 弗里曼特爾
- 奧克蘭
- 達尼丁
- 布拉夫（只有一艘）

### 太平洋
- 檀香山
- 斐濟

### 加拿大西岸和美國
- 維多利亞
- 溫哥華
- 舊金山
- 箇朗
- 牙買加
- 卡亞俄

### 南美洲
- 瓦爾帕萊索（只有達娜厄號和德里號）
- 塔爾卡瓦諾（只有勇敢號和龍號）
- 旁塔阿雷納斯（計劃）
- 福克蘭群島（計劃）
- 布蘭卡港（只有龍號）
- 布宜諾斯艾利斯 （只有達娜厄號和德里號）
- 蒙特維多（只有勇敢號和龍號）
- 里約熱內盧

### 加拿大東岸和紐芬蘭
- 哈利法克斯
- 魁北克市
- 紐芬蘭自治領

## 外部連結
- Australian Itinerary from HMS Repulse
- HMS Hood Empire Cruise （页面存档备份，存于）
- Photo album from Empire Cruise （页面存档备份，存于）
- Youtube: "World Cruise" of the Special Service Squadron （页面存档备份，存于）
- Comprehensive website including scans of the official cruise book （页面存档备份，存于）